# Куколка (фильм, 1956)
«Куколка» — фильм 1956 года. История инфантильной жены владельца коттон-джина, которая становится пешкой в борьбе между её мужем и его конкурентом по бизнесу. В основу сценария положены две одноактные пьесы Теннесси Уильямса «Двадцать семь тележек с хлопком» и «Несъедобный ужин».

## Сюжет
В первых кадрах фильма полуобнажённая блондинка лежит в детской кроватке, свернувшись калачиком и посасывая большой палец. Лысеющий мужчина средних лет, который в дальнейшем оказывается мужем главной героини, Арчи Ли Мейеном, сладострастно подглядывает за ней сквозь дыру в стене. Арчи, разорившийся владелец фабрики по переработке хлопка, ждёт - не дождётся, когда его жене исполнится двадцать лет. Когда они поженились два года назад, Мейен пообещал её покойному отцу, что не станет вступать с девушкой в брачные отношения, пока она не достигнет совершеннолетия. С другой стороны, Арчи обязался обеспечить достойное содержание своей жены, однако его финансовые дела идут всё хуже, что Куколка постоянно ставит ему в укор.
Мебельная компания угрожает описать имущество Мейена за неплатежи и в результате вывозит с дома всю мебель, кроме колыбели, в которой спит Куколка. В тот же день Мейен узнаёт, что на фабрике по переработке хлопка «Синдикэйт Коттон Джин», разорившей его и других местных бизнесменов, празднуют окончание первого удачного года. Той же ночью Арчи достаёт канистру керосина и поджигает здание фабрики.
На следующий день Сильва Вакарро, менеджер сгоревшей фабрики, приходит к Мейену в его разоренный дом, привозя с собой остатки хлопка. Арчи готов немедленно заняться переработкой, предоставив Вакарро компанию своей жены. Сильва подозревает Арчи в поджоге и обхаживает Куколку в надежде уговорить её подписать протокол, в котором сказано, что преступление совершил её муж. Вместе с тем ему хочется отомстить Мейену, соблазнив его невинную жену. Куколке нравится внимание Сильвы, однако она предпринимает последнюю попытку воспротивиться чувствам, которые он в ней пробудил, и отправляется на фабрику, где Арчи чинит сломанный станок. Взбешённый тем, что Куколка вопреки его запрету явилась к нему на работу, он кричит на неё и даёт пощёчину. После того, как Мейен уезжает за запчастями, Вакарро приходит в пустой дом и сначала принуждает Куколку подписать показания на мужа о поджоге им фабрики, а потом притворяется, что уходит. Куколка разочарована. Заметив это, Сильва возвращается. Куколка приглашает его отдохнуть, Вакарро подымается в детскую и засыпает в колыбели, тогда как Куколка засыпает, сидя на коленях рядом с кроваткой.
Когда возвращается Мейен, девушка спускается к нему навстречу одна. На ней лишь лёгкая накидка, однако она уже не стесняется своей сексуальности, как не боится и высокомерно отвечать Арчи, обвиняя его в поджоге и пренебрежении ею. Когда вниз спускается и Вакарро, взбешённый Арчи предполагает, что могло произойти, и угрожает ему. Вакарро же отвечает, что он хотел получить и получил от Куколки только подпись в показаниях, хотя и признаёт, что симпатия к жене Мейена есть,  и она взаимная. Арчи хватает ружьё и пытается догнать Вакарро, тогда как Куколка звонит в полицию. Мейена забирают. Когда машина шерифа отъезжает от дома, он выкрикивает: «Сегодня у моей Куколки день рождения!» Перед уходом Вакарро обещает прийти на следующий день, однако Куколка уже в этом не уверена. Финальные кадры фильма — удаляющаяся в ночь машина шерифа и тёмный силуэт обветшалого особняка.

## В ролях
- Карл Молден — Арчи Ли Мейен
- Кэрролл Бейкер — «Куколка» Мейен
- Илай Уоллак — Сильва Вакарро — дебют в кино
- Милдред Даннок — тётушка Роуз Комфорт
- Рип Торн — зубной врач

## История цензуры
Ещё в начале работы над сценарием фильма Администрация контроля за соблюдением правил производства кинопродукции (АКСППК) высказала замечания по первоначальному варианту. Работа над сценарием продолжалась ещё три года, и в окончательном варианте прозрачный намёк на то, что Вакарро соблазнил Куколку, был завуалирован, а сексуальная неудовлетворённость Мейена показана с большей деликатностью. Элиа Казан отказался вносить изменения в сцену с качелями, которую АКСППК назвала слишком откровенной.
После выхода фильма в прокат его назвали вульгарным, отвратительным, грязным и аморальным. Журнал Time назвал «Куколку» «самым грязным американским художественным фильмом, который когда-либо легально демонстрировался в кинотеатрах». Хотя АКСППК в итоге одобрила картину, фильм подвергся яростным нападкам со стороны Общества добродетельных католиков (ОДК). Католики пикетировали здания кинотеатров, в которых шёл фильм, во многих городах возмущённые граждане угрожали взорвать кинотеатры. Доходило до того, что священники вставали в холлах кинотеатров и записывали имена прихожан, нарушивших запрет ОДК. Когда представители ОДК потребовали объявить полугодовой бойкот кинотеатров, вмешался Союз по обеспечению гражданских свобод Америки, заявивший, что подобные акции противоречат Первой поправке к Конституции США.
В Авроре, штат Иллинойс, городские власти по инициативе горожан направили жалобу в Окружной суд округа Кейн, заявив, что сцена, в которой Куколка лежит на полу, а Вакарро стоит над ней и круговыми движениями стопы гладит живот, «скандальна, неэтична, порочна, аморальна и похотлива… а также демонстрирует сексуальное возбуждение героини». Суд, заявив, что «супружеская неверность несовершеннолетней жены наиболее опасна и отвратительна», временно прекратил показ фильма в Авроре. Апелляция представителей компании Warner Brothers не принесла результата — Апелляционный суд штата Иллинойс подтвердил решение нижестоящей инстанции.

## Награды
- 1957 год — премия Британской киноакадемии: прорыв года, лучший фильм
- 1957 год — «Золотой глобус»: лучшая режиссёрская работа над художественным фильмом